# The Allstar Project
The Allstar Project são um quinteto de Leiria formado em 2001. Da sua discografia fazem parte os EP´S Berlengas Connection (2003),  Something To Do With Death (2006) e o primeiro longa duração Your Reward…A Bullet (2007).

## Membros
- Nuñez - guitarra
- Ramon - guitarra
- Sawyer - guitarra
- Paco - baixo
- Velásquez - bateria

## Membros fundadores (2001)
- Fuentez
- Nuñez
- Phil Mendrix (1947-2018)
- Che Riff

## Discografia
- The Allstar Project - Into The Ivory Tower (2011)
- The Allstar Project - Your Reward… A Bullet (2007)
- The Allstar Project - Something to do With Death (EP) (2006)
- The Allstar Project - Berlengas Connection (EP) (2003)